# Excusat
L'excusat era un impost sobre les rendes del clergat concedit a la monarquia hispànica pel papa Pius V en 1567 consistent en la percepció dels delmes i dels drets de la casa que pagava més per cada parròquia. Els recursos obtinguts tenien com objecte finançar l'acció política dels monarques en defensa de la fe en el marc de la contrareforma que va sorgir del Concili de Trento. Felip II de Castella va ordenar detenir els diputats de la Diputació del General de Catalunya el 1569 per haver-se negat a pagar l'excusat, i fins després al règim borbònic en 1714 no es començà a pagar.